# ベンベキュラ島

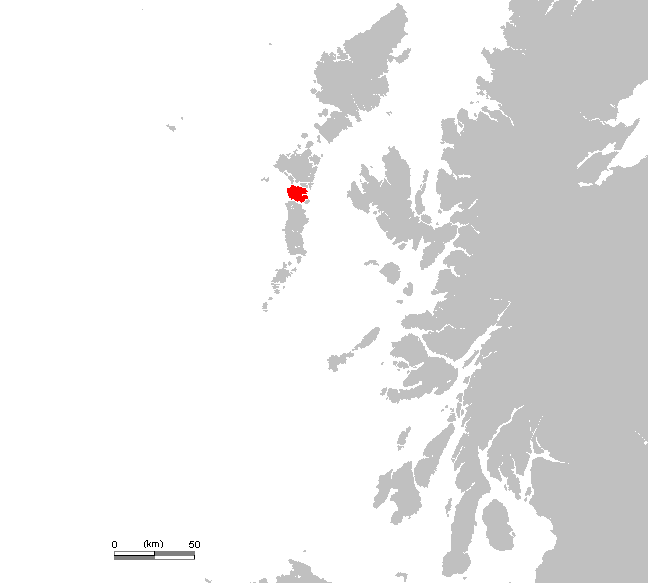
ベンベキュラの位置

ベンベキュラ島 （Benbecula、スコットランド・ゲール語:Beinn a Bhuachaille, 牧夫の山）は、スコットランド、アウター・ヘブリディーズ諸島の島。ノース・ウイスト島とサウス・ウイスト島の間にあり、どちらとも土手道でつながっている。人口は1219人（2001年）。長老派教会が圧倒的に多いスコットランドで珍しく、カトリック教会が多数派を占める島である。
ベンベキュラ空港があり、毎日グラスゴー、ストーノーウェイ（ルイス島）、バラ島への定期路線が運行する。